# باقر کجوری
باقر بن اسماعیل بن عبدالعظیم بن محمدباقر کجوری مازندرانی معروف به واعظ تهرانی (۱۲۵۵ هجری، تهران – ۱۳۱۳ هجری، مشهد) خطیب، ادیب، شاعر و نویسندهٔ شیعه سدهٔ سیزده و چهارده هجری بود. مقدمات را نزد پدرش خواند. در پانزده سالگی برای ادامهٔ تحصیل به عتبات رفت. سپس به تهران برگشت و مشغول وعظ شد. دو ماه پایانی عمر خویش را در مشهد گذراند و در همان‌جا درگذشت و در حرم امام رضا به‌خاک سپرده شد. از آثار او الخصائص الفاطمیه و جنة النعیم است.